# Place Saint-André (Lille)
Pour les articles homonymes, voir Place Saint-André.
La place Saint-André est une place de Lille, dans le Nord, en France.

## Situation et accès
Il s'agit de l'une des places du quartier du Vieux-Lille, elle se situe au point de convergence de la rue Royale, la rue Saint-André et l'avenue Adolphe-Max.

## Origine du nom
Le nom de la place est celui de l'ancienne église Saint-André détruite en 1784 et remplacée par l'actuelle église Saint-André.
L'ancienne église était située à proximité, entre les actuelles rues Saint-André et du Rempart.

## Historique
La place Saint-André est créée en 1670 lors du VIe agrandissement de la ville de Lille avec l'annexion du faubourg Saint-Pierre et la création d'un nouveau quartier. La place et la porte homonyme, point de convergence des nouvelles rues Royale et Saint-André, sert de nouveau point d'entrée et de sortie à travers les remparts en remplacement de la porte Saint-Pierre.

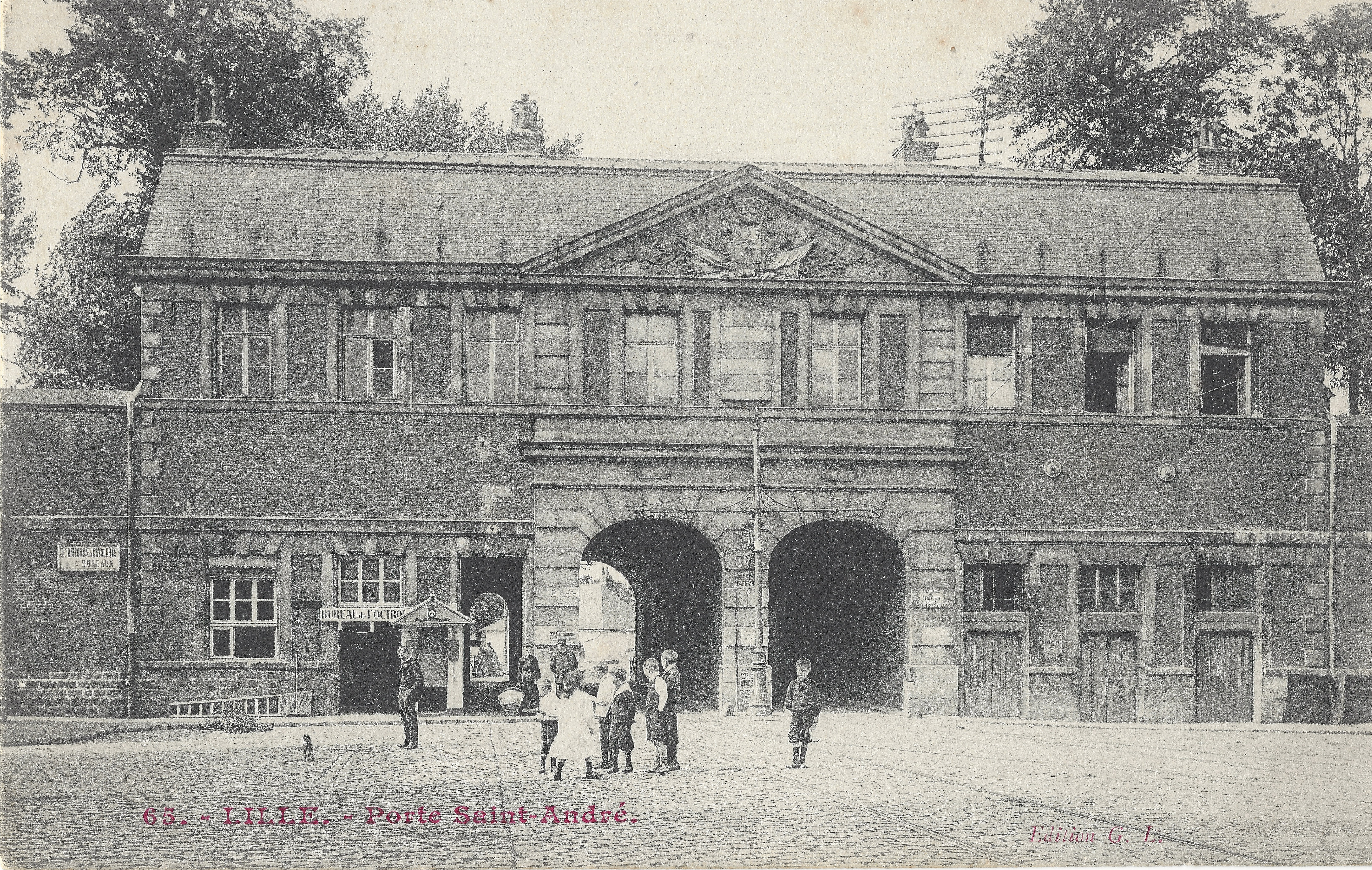
La porte Saint-André sur la place.
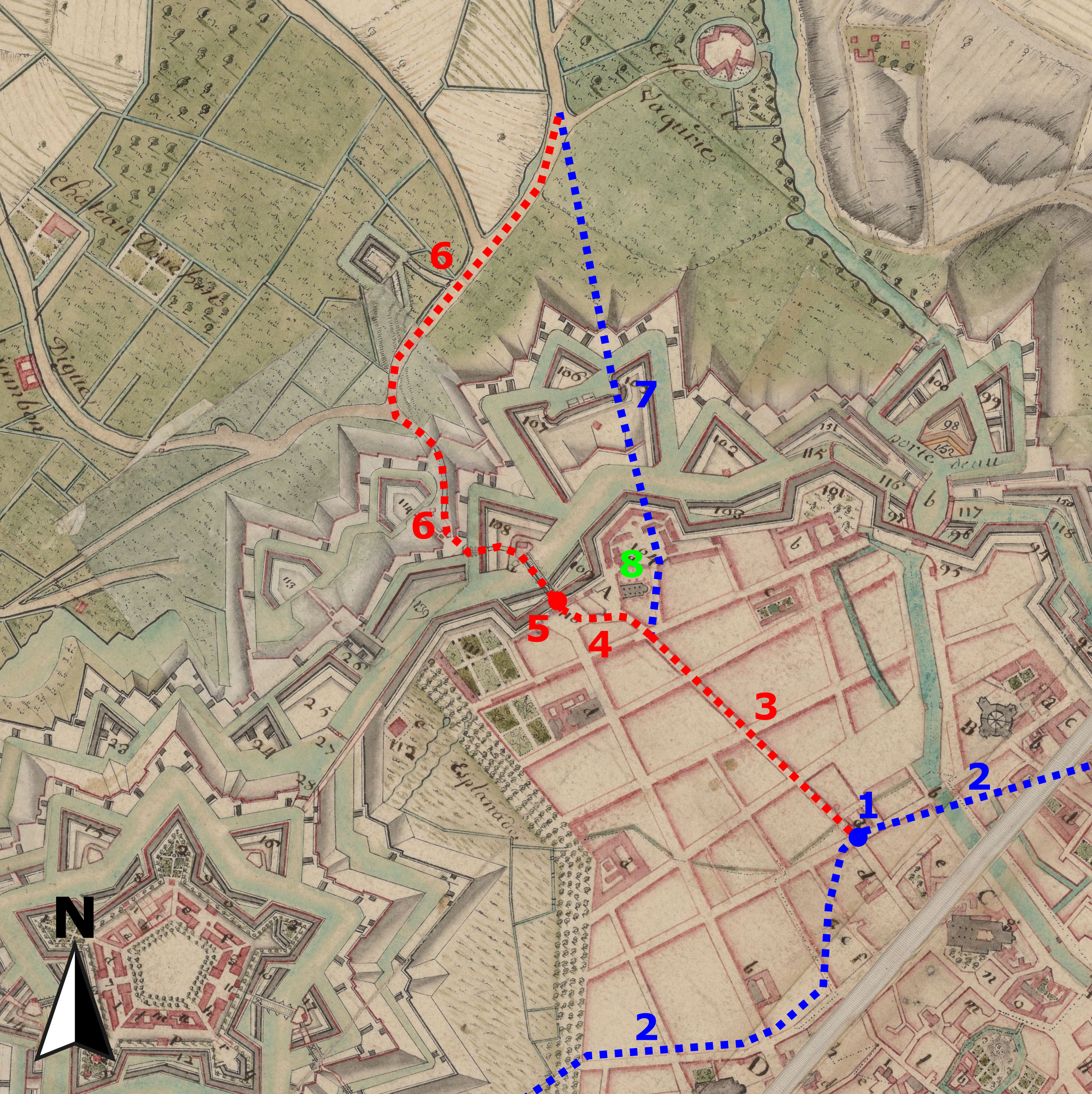
La nouvelle place et porte Saint-André (5) au bout de la rue nouvelle Saint-André (3 et 4). Emplacement de l'ancienne église Saint-André (8).

## Bâtiments remarquables et lieux de mémoire
- Les Magasins généraux Ce bâtiment fait l’objet d’une inscription au titre des monuments historiques depuis le 10 février 1948[2].